# Монтеђордано
Монтеђордано (итал. Montegiordano) је насеље у Италији у округу Козенца, региону Калабрија.
Према процени из 2011. у насељу је живело 835 становника. Насеље се налази на надморској висини од 593 м.

## Становништво
Према резултатима пописа становништва 2011. у општини је живело 1.988 становника.
| 1931. | 1936. | 1951. | 1961. | 1971. | 1981. | 1991. | 2001. | 2011. |
| ----- | ----- | ----- | ----- | ----- | ----- | ----- | ----- | ----- |
| 2.705 | 2.850 | 3.213 | 3.114 | 2.726 | 2.723 | 2.582 | 2.144 | 1.988 |

## Партнерски градови
- Gmina Zakroczym